# تحول تشيلي نحو الديمقراطية

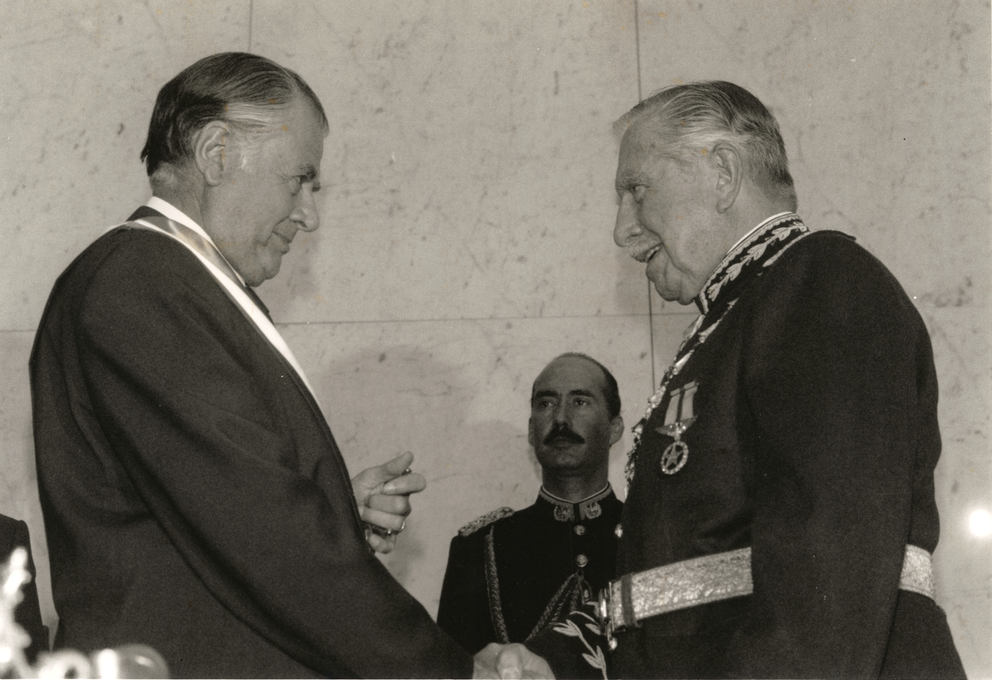

بدأ تحول تشيلي نحو الديمقراطية عندما حصل الدستور الموضح لخارطة الطريق إلى الديمقراطية على موافقة الشعب في استفتاء عام. منذ الحادي عشر من مارس عام 1981 وحتى مارس من عام 1990، حصلت عدة قوانين دستورية على الموافقة ما أدى إلى تأسيس النظام الديمقراطي بشكل نهائي. بعد استفتاء عام 1988، عُدل دستور عام 1980 -الذي ما زال قيد العمل حتى اليوم- لتمهيد دخول التعديلات الدستورية المستقبلية إلى المقاطعات المختلفة وإنشاء مقاعد جديدة في مجلس الشيوخ وإلغاء دور مجلس الأمن القومي ومساواة عدد الأعضاء من المدنيين والعسكريين (أربعة مقاعد لكل طرف).
خدم الديمقراطي المسيحي باتريسيو أيلوين بين عامي 1990 و1994 وخلفه ديمقراطي مسيحي آخر هو إدواردو فراي رويز تاجل (ابن إدواردو فري مونتالبا) الذي قاد التحالف ذاته وشغل المنصب لفترة رئاسية مكونة من ستة أعوام.
قاد مرشح الحزب الاشتراكي وحزب الديمقراطية التشيلي تكتله السياسي الوسطي اليساري (تحالف الأحزاب من أجل الديمقراطية) إلى انتصار انتخابي رئاسي بنسبة ضئيلة في عام 2000. انتهت فترته الرئاسية في الحادي عشر من مارس عام 2006، وذلك عندما وصلت مرشحة الحزب الاشتراكي ميشال باشليت إلى السلطة. أصبح المستثمر ورجل الأعمال الوسطي اليميني سبستيان بنييرا رئيسًا للبلاد في الحادي عشر من مارس عام 2010 بعد انتهاء فترة باشليت الرئاسية. عادت باشليت إلى الحكم في التاريخ ذاته من عام 2014، ثم تلاها بنييرا في الفترة الرئاسية التالية (2018 – 2022).

## استفتاء عام 1988 والإصلاح الدستوري
بعد إقرارها تحت مراقبة عسكرية لصيقة عام 1980، كانت التفاصيل القانونية للدستور مصممة لكي تقود إلى جمع كافة السكان من أجل استفتاء شعبي كامل يصادق من خلاله الشعب التشيلي على مرشح مقترح من قبل رئيس هيئة أركان القوات المسلحة التشيلية والمدير العام لقيادة شرطة تشيلي، والذي كان ليصبح رئيسًا لتشيلي لفترة رئاسية من ثمانية أعوام. في عام 1980، عنى هذا أن الشعب التشيلي كان عليه أن يوافق على ترشيح أوغستو بينوشيه، ما ضمن له الشرعية الشعبية والموافقة من خلال التصويت. في حال رفض الشعب لمرشح المجلس العسكري، كان الجيش ليتخلى عن السلطة السياسية على المدنيين، عاقدًا الانتخابات الديمقراطية الرئاسية والبرلمانية المقررة في العام التالي، وبالتالي واضعًا حدًا للحكومة العسكرية. في عام 1987، أصدرت حكومة بينوشيه قانونًا يسمح بتشكيل الأحزاب السياسية وقانونًا آخر يسمح بافتتاح سجلات وطنية للمنتخبين. إذا صوتت غالبية الشعب بـ ’نعم’ على استفتاء بينوشيه، كان ليبقى في السلطة لثمانية أعوام أخرى، لكن انتخابات جديدة كانت لتجري في الكونغرس من أجل تعيين مجلس جديد في الحادي عشر من مارس عام 1990، كما حدث في الواقع.

### محتوى وأسباب قرار بينوشيه باتباع الدستور
من بين الأسباب العديدة وراء قرار بينوشيه بالمتابعة في هذه العملية، مثّل وضع الاتحاد السوفييتي في ذلك الوقت عاملًا مهمًا، إذ بدأ ميخائيل غورباتشوف بإصلاحات سياسية ديمقراطية هي غلاسنوست وبيريسترويكا ما أدى في النهاية إلى سقوط جدار برلين عام 1989 ونهاية الحرب الباردة بشكل رسمي. ألحقت الحرب الباردة بأمريكا الجنوبية كثيرًا من العواقب، والتي اعتبرتها الولايات المتحدة جزءًا كاملًا من الكتلة الغربية، على النقيض من الكتلة الشرقية، وهو خلاف تولد بعد انتهاء الحرب العالمية الثانية وانعقاد مؤتمر يالطا.
بعد حدوث الثورة الكوبية عام 1959 وتبني عدد من الدول نظرية فوكو لتشي غيفارا على المستوى المحلي، شنت الولايات المتحدة الأمريكية حربًا في أمريكا الجنوبية ضد «المتمردين الشيوعيين»، ما أدى إلى ازدياد دعم التوجهات اليمينية في تشيلي، والذي انتهى بانقلاب عام 1973 في تشيلي. خلال سنوات قليلة، كانت أمريكا الجنوبية بكاملها محكومة من قبل دكتاتوريات عسكرية متشابهة دعيت باسم الجونتا. في باراغواي، حكم ألفريدو سترويسنر البلاد منذ عام 1954؛ وفي البرازيل، أُطيح بالرئيس اليساري جواو غولار في انقلاب عسكري عام 1964؛ وفي بوليفيا، أطاح الجنرال هوغو بانزر بالجنرال اليساري خوان خوسيه توريس عام 1971؛ في أوروغواي التي كانت تعتبر ’سويسرا أمريكا الجنوبية’، وصل خوان ماريا بوردابيري إلى السلطة من خلال انقلاب عسكري في السابع والعشرين من يونيو عام 1973.
شُنت «حرب قذرة» على امتداد القارة وانتهت بعملية كوندور، وهي اتفاقية بين الأجهزة الأمنية لمنطقة المخروط الجنوبي وبقية بلدان أمريكا الجنوبية من أجل قمع واغتيال الخصوم السياسيين. وصلت السلطات العسكرية إلى الحكم أيضًا في الأرجنتين عام 1976، لاحقًا في عام 1980 ساعدت لويس غارسيا ميزا تيخادا في انقلابه العسكري الذي دعي باسم «انقلاب الكوكايين» في بوليفيا، قبل تدريب الكونترا في نيكاراغوا حيث استلمت الجبهة الساندينية للتحرير الوطني السلطة عام 1979 تحت قيادة دانييل أورتيغا، بالإضافة إلى الجيوش في السلفادور وفي الحرب الأهلية الغواتيمالية. لكن وفي ثمانينيات القرن العشرين، تطور الوضع العالمي بشكل سريع كما هو حال أمريكا الجنوبية، على الرغم من تجدد الحرب الباردة بين عامي 1979 و1985، وهو العام الذي حل فيه غورباتشوف محل قسطنطين تشيرنينكو كزعيم للاتحاد السوفيتي.
من الأسباب المزعومة الأخرى لقرار الدعوة إلى الانتخابات الذي اتخذه بينوشيه نذكر زيارة البابا يوحنا بولس الثاني إلى تشيلي، والتي زار فيها كلًا من سانتياغو وفينيا ديل مار وفالبارايسو وتيموكو وبونتا أريناس وبويرتو مونت وأنتوفاغاستا. قبل زيارة البابا إلى أمريكا اللاتينية وخلال اجتماع مع المراسلين، انتقد نظام بينوشيه واصفًا إياه بالدكتاتوري. ذكرت صحيفة ذا نيويورك تايمز أن البابا «كان يستخدم لغة صارمة غير معهودة» لانتقاد بينوشيه، كما أنه أخبر المراسلين الصحفيين أن الكنيسة في تشيلي لا يجب أن تصلي فقط، بل وتقاتل من أجل إعادة الديمقراطية إلى تشيلي.
خلال زيارته إلى تشيلي عام 1987، طلب البابا البولندي من أساقفة تشيلي الكاثوليك الواحد والثلاثين أن يطالبوا بانتخابات حرة في البلاد. وفقًا لجورج فايغل، عقد البابا اجتماعًا مع بينوشيه ناقش من خلاله موضوع إعادة الديمقراطية. يدعى أن يوحنا بولس الثاني كان ليدفع بينوشيه إلى قبول تحول ديمقراطي للنظام، أو حتى إلى تقديم استقالته. في عام 2007، أكد الكاردينال ستانيسلاف دجيفيش سكرتير البابا يوحنا بولس الثاني أنه وخلال زيارته إلى تشيلي، دعا البابا بينوشيه للتنحي عن الرئاسة وتسليم الحكم إلى السلطات المدنية. خلال زيارته إلى تشيلي، دعم البابا نيابة التكافل، وهي منظمة تابعة للكنيسة داعمة للديمقراطية معادية لبينوشيه. زار البابا مكاتب هذه المنظمة وتحدث إلى موظفيها، داعيًا إياهم إلى الاستمرار في عملهم مؤكدًا على أن الإنجيل يدعو بشكل مستمر إلى احترام حقوق الإنسان.
اتهم البعض البابا يوحنا بولس الثاني خطًا بالموافقة على تصرفات نظام بينوشيه، وذلك بسبب ظهوره مع الزعيم التشيلي علنًا على شرفة قصره. لكن الكاردينال روبرتو توكي منظم رحلات البابا كشف أن بينوشيه خدع البابا مخبرًا إياه أنه سوف يأخذه إلى غرفة المعيشة، لكنه في الواقع اصطحبه إلى الشرفة. يزعم توكي أن البابا استشاط غضبًا من هذا التصرف.
على أي حال، حصلت الدعاية السياسية على الموافقة القانونية في الخامس من سبتمبر عام 1987، وأصبحت ركيزة أساسية من أجل الدعوة إلى الحملات المناهضة للاستفتاء، والتي عاكست الحملة الرسمية المبشرة بعودة حكومة الوحدة الوطنية في حال هزيمة بينوشيه. في النهاية خسر بينوشيه بنسبة 55.99% من الأصوات الرافضة له، وبالتالي دُعي إلى إقامة انتخابات رئاسية وتشريعية في العام القادم.